# Arturo Padilla de Juan
Arturo Padilla de Juan (Montornés del Vallés, 10 de agosto de 1987) es un escritor catalán de literatura juvenil en catalán y español. En 2006 ganó el primer Premio Jordi Sierra i Fabra para jóvenes,  cuando este tenía 16 años, y se dio a conocer con su primera novela, El poder de una decisión.
Su interés por la escritura comenzó en una edad temprana. Con seis años le dictó a su padre una historia inventada y con nueve escribió su primer cuento. En 2006 ganó, de entre 78 obras presentadas, el primer Premio Jordi Sierra i Fabra. Este reconocimiento le permitió publicar su primera novela, El poder de una decisión, tanto en España como Latinoamérica. Posteriormente, también ganó diversos premios literarios de narración corta.
Comenzó a cursar la carrera de Comunicación audiovisual, pero cambió de estudios y se licenció en Teoría de la literatura y literatura comparada por la Universidad Autónoma de Barcelona en el 2012. Simultáneamente, publicó otras novelas, entre estas destacan La tempesta y Presoners del mar (equivalentes en catalán de La tormenta y Prisioneros del mar, respectivamente).
Con la obra La pregunta ganó el premio de Narrativa Juvenil 2021 de los Premios Literarios Ciudad de Badalona.
En el 2021 ganó, junto con Rubén Montañá Ros, el Premio Ramón Muntaner de literatura juvenil, con la obra Veïns especials (en español, Vecinos especiales), que narra una historia de amor entre un chico de quince años y la presentadora de un programa de cocina.

## Obras
- El poder de una decisión. Punto seguido;1. Madrid: SM. 2006. ISBN 978-84-6751-056-0.
- La tempesta. Columna jove;261 (en catalán). Barcelona: Estrella Polar. 2011. ISBN 978-84-9932-347-3.
- Supervivientes detrás de las cámaras. Madrid: Bruño. 2012. ISBN 978-84-2169-881-5.
- Presoners del mar. Antaviana;188 (en catalán). Barcelona: Barcanova. 2013. ISBN 978-84-4893-133-9.
- Ombres a la foscor (en catalán). Barcelona: Estrella Polar. 2015. ISBN 978-84-9057-865-0.
- Nadar o morir. Madrid: SM. 2015. ISBN 978-84-6758-276-5.
- Despertant la ira del faraó. L'Isard;3 (en catalán). Barcelona: Animallibres. 2015. ISBN 978-84-1597-563-2.
- Fora de guió (en catalán). Barcelona: Fanbooks. 2017. ISBN 978-84-1671-658-6.
- Entre dos Blaus. Antaviana (en catalán). Barcelona: Barcanova. 2020. ISBN 978-84-4895-218-1.
- La casa del cementiri de cotxes (en catalán). Barcelona: Fanbooks. 2020. ISBN 978-84-1751-593-5.
- La pregunta. L'Isard;28 (en catalán). Barcelona: Animallibres. 2021. ISBN 978-84-1859-245-4.